# Prokoenenia
Prokoenenia — рід павукоподібних ряду Кененії (Palpigradi).

## Поширення
Представники роду поширені у Південно-Східній Азії та Америці.

## Види
- Prokoenenia asiatica Condé, 1994
- Prokoenenia californica Silvestri, 1913
- Prokoenenia celebica Condé, 1994
- Prokoenenia chilensis (Hansen, 1901)
- Prokoenenia javanica Condé, 1990
- Prokoenenia wheeleri Börner, 1901